# Serravalle (San Marino)
Serravalle – zamek (castello) w San Marino, który jest jednym z 9 tego typu jednostek administracyjnych w kraju. Miejscowość zlokalizowana jest w północnej części San Marino. Serravalle to największy zamek w tym państwie. W 2012 roku liczył 10 571 mieszkańców.
Nazwa zamku pochodzi od słów: serra (łańcuch) i valle (niewielka dolina).
Serravalle otrzymało prawa miejskie w 1463 roku, w tym samym roku weszło w skład San Marino.

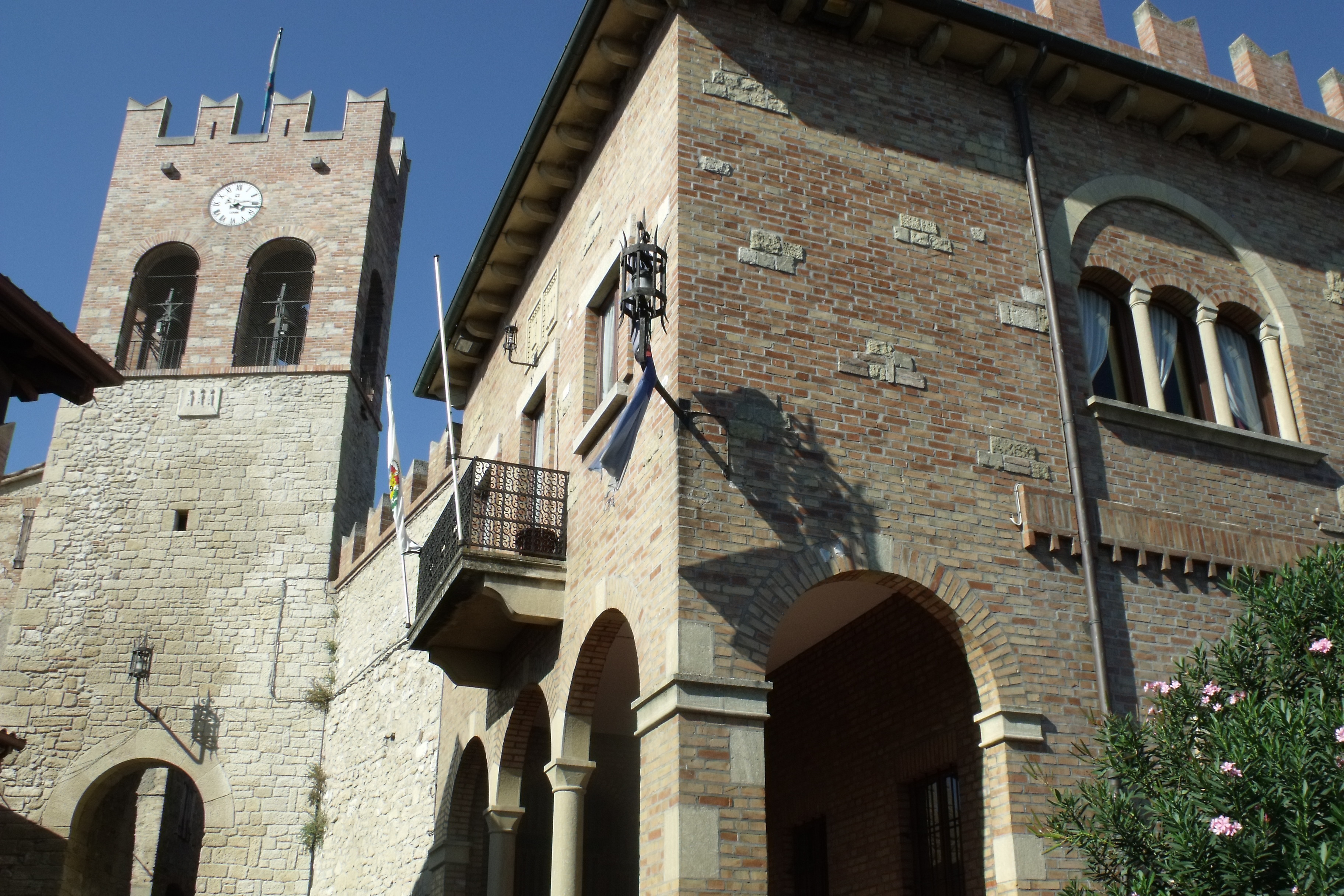
Zamek w Serravalle

Najważniejszym zabytkiem w mieście jest Kościół świętego Andrzeja z 1824.
W okręgu miejskim Serravalle znajduje się kilka wiosek oraz największe miasto San Marino, Dogana. W Serravalle znajduje się jedyny, a zarazem narodowy stadion piłkarski reprezentacji narodowej, a także kompleks basenów.
W Serravalle ma również swoją siedzibę Instytut Sadownictwa i Instytut Warzywnictwa.

## Miasta partnerskie
- Chiusi della Verna, Włochy